# Привокзальный территориальный округ

Привокзальный территориальный округ (показан розовым цветом) на карте муниципального образования город Тула.

Привокзальный территориальный округ — составная часть единого муниципального образования город Тула.

## История
Образован в 2015 году и включает Привокзальный район города Тулы и 108 сельских населённых пунктов Ленинского района области в рамках соответствующего муниципального образования г. Тулы.
Сформировано Главное управление по Привокзальному территориальному округу в рамках Администрации муниципального образования город Тула.

## Население
Численность населения территориального округа по оценке на 1 января 2016 года составляла 91,3 тыс. жителей, в том числе 15,8 тыс. жителей в сельских населённых пунктах и 75,5 тыс. жителей (82,7 %) в самом городе Тула — Привокзальном внутригородском районе.

## Состав
В состав Привокзального территориального округа, организованного в 2015 году в рамках МО г. Тула, входят Привокзальный район города Тулы и следующие 107 сельских населенных пунктов Ленинского района области:
| №   | Населённый пункт        | Тип населённого пункта | Население | Сельский округ Ленинского района области | Муниципальное образование Ленинского муниципального района до 2015 года |
| --- | ----------------------- | ---------------------- | --------- | ---------------------------------------- | ----------------------------------------------------------------------- |
| 1   | Алексеевка              | деревня                | 74        | Фёдоровский                              | Фёдоровское                                                             |
| 2   | Алёшня                  | село                   | ↘1194     | Алёшинский                               | Фёдоровское                                                             |
| 3   | Астафьево               | деревня                | 10        | Зайцевский                               | Иншинское                                                               |
| 4   | Балакирево              | деревня                | 17        | Зайцевский                               | Иншинское                                                               |
| 5   | Барыково                | село                   | ↘122      | Фёдоровский                              | Фёдоровское                                                             |
| 6   | Батищево                | деревня                | 3         | Алёшинский                               | Фёдоровское                                                             |
| 7   | Беликово                | деревня                | 31        | Зайцевский                               | Иншинское                                                               |
| 8   | Беломутово              | деревня                | 35        | Фёдоровский                              | Фёдоровское                                                             |
| 9   | Берники                 | деревня                | ↘30       | Алёшинский                               | Фёдоровское                                                             |
| 10  | Берники                 | посёлок станции        | ↗25       | Алёшинский                               | Фёдоровское                                                             |
| 11  | Большие Кузьменки       | деревня                | 0         | Зайцевский                               | Иншинское                                                               |
| 12  | Большое Хлыново         | деревня                | 2         | Фёдоровский                              | Фёдоровское                                                             |
| 13  | Борзуново               | деревня                | 2         | Зайцевский                               | Иншинское                                                               |
| 14  | Борисово                | деревня                | 0         | Зайцевский                               | Иншинское                                                               |
| 15  | Борщевка                | село                   | ↗34       | Алёшинский                               | Фёдоровское                                                             |
| 16  | Буковолово              | деревня                | 4         | Алёшинский                               | Фёдоровское                                                             |
| 17  | Бутырки                 | деревня                | 2         | Зайцевский                               | Иншинское                                                               |
| 18  | Верхнее Елькино         | деревня                | 50        | Рассветовский                            | Иншинское                                                               |
| 19  | Верхние Брусы           | деревня                | 3         | Алёшинский                               | Фёдоровское                                                             |
| 20  | Верхняя Иншинка         | деревня                | 1         | Иншинский                                | Иншинское                                                               |
| 21  | Военный городок Берники | посёлок                | ↗108      | Алёшинский                               | Фёдоровское                                                             |
| 22  | Волково                 | деревня                | 0         | Алёшинский                               | Фёдоровское                                                             |
| 23  | Волынь                  | деревня                | 12        | Рассветовский                            | Иншинское                                                               |
| 24  | Георгиево               | посёлок                | 66        | Фёдоровский                              | Фёдоровское                                                             |
| 25  | Городенки               | деревня                | 5         | Алёшинский                               | Фёдоровское                                                             |
| 26  | Горюшино                | деревня                | 5         | Рассветовский                            | Иншинское                                                               |
| 27  | Дементеево              | деревня                | 20        | Рассветовский                            | Иншинское                                                               |
| 28  | Долгое                  | деревня                | 10        | Иншинский                                | Иншинское                                                               |
| 29  | Ефимово                 | деревня                | 11        | Алёшинский                               | Фёдоровское                                                             |
| 30  | Жировка                 | деревня                | 25        | Фёдоровский                              | Фёдоровское                                                             |
| 31  | Зайцево                 | село                   | ↗713      | Зайцевский                               | Иншинское                                                               |
| 32  | Занино                  | деревня                | 19        | Алёшинский                               | Фёдоровское                                                             |
| 33  | Иврово                  | деревня                | 12        | Фёдоровский                              | Фёдоровское                                                             |
| 34  | Интюшово                | деревня                | 16        | Фёдоровский                              | Фёдоровское                                                             |
| 35  | Иншинский               | посёлок                | ↗2146     | Иншинский                                | Иншинское                                                               |
| 36  | Кожино                  | деревня                | 3         | Зайцевский                               | Иншинское                                                               |
| 37  | Комаревка               | деревня                | 0         | Алёшинский                               | Фёдоровское                                                             |
| 38  | Комаренки               | деревня                | 6         | Зайцевский                               | Иншинское                                                               |
| 39  | Коптево                 | деревня                | ↗505      | Фёдоровский                              | Фёдоровское                                                             |
| 40  | Костомарово             | деревня                | 3         | Алёшинский                               | Фёдоровское                                                             |
| 41  | Криволапово             | деревня                | 0         | Зайцевский                               | Иншинское                                                               |
| 42  | Крюково                 | деревня                | 3         | Фёдоровский                              | Фёдоровское                                                             |
| 43  | Кураково                | деревня                | 20        | Зайцевский                               | Иншинское                                                               |
| 44  | Лесной                  | посёлок                | 12        | Зайцевский                               | Иншинское                                                               |
| 45  | Логвиново               | деревня                | 6         | Зайцевский                               | Иншинское                                                               |
| 46  | Малахово                | деревня                | 74        | Зайцевский                               | Иншинское                                                               |
| 47  | Малое Хлыново           | деревня                | 0         | Рассветовский                            | Иншинское                                                               |
| 48  | Малое Хлыново           | деревня                | 0         | Фёдоровский                              | Фёдоровское                                                             |
| 49  | Малые Кузьменки         | деревня                | 7         | Зайцевский                               | Иншинское                                                               |
| 50  | Маршалинки              | деревня                | 2         | Зайцевский                               | Иншинское                                                               |
| 51  | Маслово                 | село                   | ↗364      | Фёдоровский                              | Фёдоровское                                                             |
| 52  | Масловский водозабор    | посёлок                | 68        | Фёдоровский                              | Фёдоровское                                                             |
| 53  | Медведки                | село                   | ↘26       | Алёшинский                               | Фёдоровское                                                             |
| 54  | Мерлиновка              | деревня                | 13        | Алёшинский                               | Фёдоровское                                                             |
| 55  | Мыза                    | деревня                | 59        | Иншинский                                | Иншинское                                                               |
| 56  | Натальинка              | деревня                | 27        | Алёшинский                               | Фёдоровское                                                             |
| 57  | Непрейка                | посёлок                | 18        | Зайцевский                               | Иншинское                                                               |
| 58  | Нижнее Елькино          | деревня                | ↗90       | Рассветовский                            | Иншинское                                                               |
| 59  | Нижние Брусы            | деревня                | 6         | Алёшинский                               | Фёдоровское                                                             |
| 60  | Нижняя Китаевка         | деревня                | ↘169      | Иншинский                                | Иншинское                                                               |
| 61  | Новая Земля             | посёлок                | 0         | Фёдоровский                              | Фёдоровское                                                             |
| 62  | Новая Мыза              | посёлок                | ↗277      | Иншинский                                | Иншинское                                                               |
| 63  | Новое Спасское          | деревня                | 6         | Зайцевский                               | Иншинское                                                               |
| 64  | Новый                   | посёлок                | ↗251      | Рассветовский                            | Иншинское                                                               |
| 65  | Острики                 | деревня                | 2         | Алёшинский                               | Фёдоровское                                                             |
| 66  | Островки                | деревня                | 0         | Зайцевский                               | Иншинское                                                               |
| 67  | Пахомово                | деревня                | 0         | Зайцевский                               | Иншинское                                                               |
| 68  | Первомайский            | посёлок                | 35        | Алёшинский                               | Фёдоровское                                                             |
| 69  | Петрово                 | деревня                | 60        | Иншинский                                | Иншинское                                                               |
| 70  | Петровский              | посёлок                | ↗3006     | Иншинский                                | Иншинское                                                               |
| 71  | Площанки                | деревня                | 17        | Алёшинский                               | Фёдоровское                                                             |
| 72  | Полянское               | деревня                | 1         | Алёшинский                               | Фёдоровское                                                             |
| 73  | Помогалово              | деревня                | 31        | Фёдоровский                              | Фёдоровское                                                             |
| 74  | Прудное                 | деревня                | ↗274      | Иншинский                                | Иншинское                                                               |
| 75  | Пятницкое               | деревня                | →4        | Зайцевский                               | Иншинское                                                               |
| 76  | Раздолки                | деревня                | 5         | Рассветовский                            | Иншинское                                                               |
| 77  | Рассвет                 | посёлок                | ↘3760     | Рассветовский                            | Иншинское                                                               |
| 78  | Ратово                  | деревня                | 11        | Иншинский                                | Иншинское                                                               |
| 79  | Рвы                     | деревня                | 65        | Рассветовский                            | Иншинское                                                               |
| 80  | Рвы                     | посёлок станции        | 10        | Рассветовский                            | Иншинское                                                               |
| 81  | Рождество               | деревня                | 18        | Алёшинский                               | Фёдоровское                                                             |
| 82  | Рыдомо                  | деревня                | 11        | Алёшинский                               | Фёдоровское                                                             |
| 83  | Садки                   | деревня                | 47        | Зайцевский                               | Иншинское                                                               |
| 84  | Селиховое               | деревня                | 21        | Алёшинский                               | Фёдоровское                                                             |
| 85  | Сергеево                | деревня                | 0         | Зайцевский                               | Иншинское                                                               |
| 86  | Старое Петрищево        | деревня                | 9         | Алёшинский                               | Фёдоровское                                                             |
| 87  | Сторожевое              | деревня                | 42        | Фёдоровский                              | Фёдоровское                                                             |
| 88  | Сторожевое              | посёлок станции        | 14        | Фёдоровский                              | Фёдоровское                                                             |
| 89  | Струково                | деревня                | 14        | Рассветовский                            | Иншинское                                                               |
| 90  | Стукалово               | деревня                | 7         | Иншинский                                | Иншинское                                                               |
| 91  | Судаково                | деревня                | ↗298      | Рассветовский                            | Иншинское                                                               |
| 92  | Татьево                 | деревня                | 18        | Рассветовский                            | Иншинское                                                               |
| 93  | Темненево               | деревня                | 2         | Зайцевский                               | Иншинское                                                               |
| 94  | Труново                 | деревня                | 8         | Зайцевский                               | Иншинское                                                               |
| 95  | Труфаново               | деревня                | 3         | Зайцевский                               | Иншинское                                                               |
| 96  | Уваровка                | деревня                | 16        | Рассветовский                            | Иншинское                                                               |
| 97  | Фёдоровка               | село                   | ↘1105     | Фёдоровский                              | Фёдоровское                                                             |
| 98  | Харино                  | деревня                | ↗196      | Рассветовский                            | Иншинское                                                               |
| 99  | Хмелевое                | деревня                | 6         | Рассветовский                            | Иншинское                                                               |
| 100 | Хопилово                | деревня                | ↗91       | Рассветовский                            | Иншинское                                                               |
| 101 | Чириково                | деревня                | 3         | Зайцевский                               | Иншинское                                                               |
| 102 | Шевелевка               | деревня                | 0         | Зайцевский                               | Иншинское                                                               |
| 103 | Ширино                  | деревня                | 11        | Фёдоровский                              | Фёдоровское                                                             |
| 104 | Южный                   | посёлок                | ↘469      | Зайцевский                               | Иншинское                                                               |
| 105 | Юрьево                  | деревня                | 59        | Иншинский                                | Иншинское                                                               |
| 106 | Ямны                    | деревня                | ↘329      | Фёдоровский                              | Фёдоровское                                                             |
| 107 | Янчерево                | деревня                | 1         | Фёдоровский                              | Фёдоровское                                                             |